# Sarah Hildebrandt
Pour les articles homonymes, voir Hildebrandt.
Sarah Ann Hildebrandt est une lutteuse libre américaine née le 23 septembre 1993. En 2021, elle reçoit la médaille de bronze olympique en moins de 50 kg à Tokyo en 2021 et en 2024 la médaille d'or à Paris 2024.

## Palmarès

### Jeux olympiques
- Médaille de bronze en lutte libre dans la catégorie des moins de 50 kg en 2021 à Tokyo face à Oksana Livach[1].